# Васил Янев
Васил Янев с псевдоним Зимба е български революционер, деец на Вътрешната македоно-одринска революционна организация.

## Биография
Васил Янев е роден на 14 декември 1866 година в град Охрид, тогава в Османската империя. Получава образование и разработва собствен хан. През 1897 година се присъединява към ВМОРО, а през 1900 година е изпратен в Корча, за да набави материали за комплектоването на нови чети. Разкрит е и през Поградец е върнат в Охрид, където е вкаран в затвора, но скоро след това е освободен поради липса на доказателства. На 28 април 1903 година Васил Янев минава в нелегалност и влиза в четата на Никола Митрев - Елешанчето, с която участва в Илинденско-Преображенското въстание. Заедно с Янко Чунарот и Ламбе Радичков участва в сражението при Рашанец. След потушаването на въстанието заедно със Стефан Паунчев се укрива в къщата на Никола Донев във Вароша, но в края на годината е предаден от Санта Ефтимова. Арестуван е и Извънредният съд осъжда Васил Яне Земя на четири години каторга за „включване в българския комитет с цел бунт и нарушаване на порядъка“. На 1 януари 1904 година е окован във вериги и лежи 6 месеца в Битолския затвор. Амнистиран е с общата амнистия от 12 април 1904 година.
През 1907 година Васил Янев отваря собствен хан в Битоля, но на 1 януари 1908 година е отровен от гърци. Оставя съпруга и син Илия, които дочакват освобождението на Вардарска Македония през 1941 година.